# ألكسندر غورتشاكوف
ألكسندر ميخائيلوفيتش غورتشاكوف (بالإنجليزية: Alexander Mikhailovich Gorchakov، بالروسية: Алекса́ндр Миха́йлович Горчако́в) كان دبلوماسيًا ورجل دولة روسيًا من عائلة غورتشاكوف الأميرية. ولديه سمعة راسخة بوصفه واحدًا من أكثر الدبلوماسيين نفوذًا واحترامًا في منتصف القرن التاسع عشر. يتفق الباحثون على أن إنهاء نزع السلاح من البحر الأسود كان أعظم إنجازات غورتشاكوف، إضافة إلى أنه حافظ على منصب وزير الخارجية لفترة طويلة جدًا.

## النشأة ومسيرته المهنية
وُلد غورتشاكوف في بلدة هابسالو في غوبرنيه إستونيا، وتلقى تعليمه في فناء تسارسكوي سيلو، حيث كان الشاعر ألكسندر بوشكين زميل دراسته. أصبح طالب علم كلاسيكيًا جيدًا، وتعلم التحدث والكتابة باللغة الفرنسية بيسر وأناقة. ووصف بوشكين في إحدى قصائده غورتشاكوف الشاب بـ«الابن المفضل للطالع الحسن»، وتنبأ له بالنجاح.
لدى مغادرته فناء تسارسكوي سيلو، دخل غورتشاكوف مكتب الخارجية تحت إدارة الكونت نيسلروده. وكان أول أعماله الدبلوماسية الهامة هو التفاوض من أجل زواج بين الدوقة المعظمة أولغا وولي العهد تشارلز أمير فورتمبيرغ. بقي في شتوتغارت لبعض السنوات بوصفه السفير الروسي والمستشار السري لولية العهد. تكهن بتفشي الروح الثورية في ألمانيا والنمسا، ونُسب إليه الفضل في النصح بتنازل فرديناند لصالح فرانتس يوزف. وحين أعيد تأسيس الاتحاد الألماني في عام 1850 ليحل محل برلمان فرانكفورت، عُين غورتشاكوف سفيرًا روسيًا للمجلس التشريعي، وهناك التقى الأمير بسمارك للمرة الأولى، وربطته به أواصر صداقة أعيد إحياؤها لاحقًا في سانت بطرسبرغ.
اكتشف الإمبراطور نيكولاي أن سفيره في فيينا، بارون مييندروف، ليس أداة ملائمة لإنجاز مخططاته في الشرق، وبناء على ذلك نقل غورتشاكوف إلى فيينا، حيث صمد الأخير خلال فترة حرب القرم الحرجة. أدرك غورتشاكوف أن الخطط الروسية ضد تركيا، التي لقيت دعمًا من بريطانيا وفرنسا، لم تكن عملية، ونصح روسيا بالتوقف عن تقديم التضحيات غير المجدية، والقبول عوضًا عن ذلك بمبدأ التهدئة. وفي الوقت نفسه، رغم حضوره لمؤتمر باريس عام 1856، فقد امتنع قاصدًا عن وضع توقيعه على اتفاقية السلام بعد توقيع الكونت أورلوف، كبير ممثلي روسيا. غير أنه، للوقت الراهن آنذاك، اصطنع الرضى وحرية الاختيار، وعندما لاحظ ألكسندر الثاني الحكمة والشجاعة اللذين أبداهما غورتشاكوف، عينه وزير خارجية ليحل محل الكونت نيسلروده.